# Poquoson
Poquoson est une ville indépendante de Virginie, aux États-Unis. Sa population s’élevait à 12 150 habitants lors du recensement de 2010, estimée à 12 053 habitants en 2017.

## Démographie
| Groupe            | Poquoson | Virginie | États-Unis |
| ----------------- | -------- | -------- | ---------- |
| Blancs            | 95,1     | 68,6     | 72,4       |
| Asiatiques        | 2,1      | 5,5      | 4,8        |
| Métis             | 1,4      | 2,9      | 2,9        |
| Afro-Américains   | 0,6      | 19,4     | 12,6       |
| Autres            | 0,3      | 3,3      | 6,4        |
| Amérindiens       | 0,3      | 0,4      | 0,9        |
| Total             | 100      | 100      | 100        |
|                   |          |          |            |
| Latino-Américains | 1,8      | 7,9      | 16,7       |

Selon l'American Community Survey, pour la période 2011-2015, 95,21 % de la population âgée de plus de 5 ans déclare parler l'anglais à la maison, 2,22 % déclare parler l'espagnol et 1,91 % une autre langue.

## Source
- (en) Cet article est partiellement ou en totalité issu de l’article de Wikipédia en anglais intitulé « Poquoson, Virginie » (voir la liste des auteurs).

1. ↑  (en) « Poquoson, VA Population - Census 2010 and 2000 », sur censusviewer.com (consulté le 23 septembre 2016).
2. ↑  (en) « Population of Virginia- Census 2010 and 2000 », sur censusviewer.com (consulté le 23 septembre 2016).
3. ↑  (en) « American FactFinder - Results », sur factfinder.census.gov (consulté le 26 mars 2017).